# Christian Due
Christian Frands Due, född 23 juni 1925 i Roskilde, död 14 november 2004 i Helga Trefaldighets församling i Uppsala, var en dansk-svensk konstnär.
Due studerade vid Konstfackskolan 1947–1951 och Konstakademiens grafikskola i Stockholm 1952–1958 samt under studieresor till ett flertal platser i Europa. Separat ställde han ut i Stockholm, Uppsala, Göteborg och Malmö. Han medverkade i samlingsutställningen Biennalen i Ljubljana 1957. Hans konst består av arkitekturmotiv och landskapsmålningar samt etsningar. Stora delar av hans osålda produktion förstördes vid en brand 2004. En minnesutställning med Dues konst visades på Uppsala konstmuseum 2005, samtidigt gavs boken Rapport från en koppartryckspress. Resa i arkitektur som presenterar Dues liv och konstnärskap. Due är representerad vid bland annat Moderna Museet, Uppsala universitetsbibliotek och i Gustav VI Adolfs samling.